# ديبورتيفو آرمينيو
ديبورتيفو آرمينيو (بالإنجليزية: Deportivo Armenio) هو نادي كرة قدم في الأرجنتين تأسس في نوفمبر 1962، يلعب الفريق حاليًا في دوري الدرجة الثانية متروبوليتانا، وهو دوري الدرجة الثالثة الإقليمي في نظام الدوري الأرجنتيني لكرة القدم.

## وصلات خارجية
- الموقع الإلكتروني